# Bognor (Unternehmen)
Bognor S.A. ist ein Unternehmen aus Uruguay, das sich auf die Panzerung von Personenkraftwagen spezialisiert hat.

## Geschichte
Bereits 1996 war das Unternehmen Oferol gegründet worden, das Fahrzeuge der Marken Peugeot und Citroën herstellte. Als die PSA-Gruppe beschloss, keine Fahrzeuge mehr bei Oferol herstellen zu lassen, wechselte das Unternehmen seine Strategie, stieg auf den Bau gepanzerter Fahrzeuge um und gründete zu diesem Zweck das Unternehmen Bognor. Beide Unternehmen teilen sich die Produktionsanlagen.
Bognor beschäftigte nach eigenen Angaben 70 Mitarbeiter.
Abnehmer für gepanzerte Fahrzeuge gab es in Brasilien, Kolumbien und weiteren Staaten Südamerikas.
Eine Quelle besagt, dass Bognor das Oferol-Werk für die Lada-Produktion übernommen haben soll. Das Modell Diva basierte auf den Lada Niva.
Als Oferol im Jahr 2004 oder 2005 das Dreirad RTM Tango herstellte, wurde auch Bognor als Ko-Hersteller genannt.
Nachdem Oferol 2006 oder 2007 eine Vereinbarung mit Chery für die Produktion von Chery Socma unterzeichnet hatte, ging Bognor 2007 eine Geschäftsbeziehung mit Chery ein, um sich als Minderheitsaktionär an der Produktion gepanzerter Fahrzeuge in China zu beteiligen.
Seit 2010 wird auch der Bentley Continental zu einem gepanzerten Fahrzeug umgebaut.
Das Unternehmen Bognor war im Jahr 2014 noch aktiv.